# 域陀·曉高·曼尼基·迪·耶素斯
域陀·曉高（葡萄牙語：Vitor Hugo Manique de Jesus，1981年11月3日—），全名為域陀·曉高·曼尼基·迪·耶素斯，是巴西的足球運動員，位置為前鋒。
他曾效力於塞爾維亞球會柏迪遜。
曉高此前在2007年7月返回巴西加盟利斯菲體育會。
2009年5月他加盟阿美利加納泰。

## 連結
- （葡萄牙文） Profile at CBFNEWS.com